# Сошо (футбольный клуб)
«Сошо́» (фр. Football Club Sochaux-Montbéliard) — французский футбольный клуб из коммуны Монбельяр. В сезоне 2023/24 выступает в национальном чемпионате (третьем футбольном дивизионе в системе футбольных лиг Франции), после того, как в сезоне 2022/23 административно выбыл из Лиги 2, несмотря на то, что клуб занял 9-е место. Проводит свои домашние матчи на стадионе «Огюст Бональ», расположенном в черте города и вмещающем 20 005 зрителей.
Команда — единственный за всю историю Лиги 1 представитель региона Франш-Конте. Является рекордсменом по количеству сезонов, проведённых в высшем французском дивизионе — 66 (1933—1946, 1948—1960, 1961—1962, 1965—1987, 1989—1995, 1998—1999, 2001—2014).

## История

### Основание
«Футбольный клуб Сошо» (фр. Football Club Sochaux) был основан в 1928 году Жан-Пьером Пежо, директором Peugeot, французской компании по производству автомобилей. Пежо стремился создать футбольный клуб для досуга работников компании. Он назначил Луи Майяр-Салина, как первого президента клуба, и сделал первым руководителем клуба Мориса Байли. Байли был также членом команды. «Сошо» сыграл свой первый матч 2 сентября 1928 против команды резерва местного клуба «AS Montbéliard».
Пежо был одним из первых, кто начал выступать за профессионализацию французского футбола, а в 1929 году, дошёл до того, что начал платить своим игрокам, что было строго запрещено в то время. В последующем клуб нанимает несколько игроков из-за рубежа, что приводит к тому, что Сошо быстро набирает силу в своём регионе и легко устраняет местных конкурентов — «AS Montbéliard» и «AS Valentigney». В июне 1930 года, «Montbéliard» решили слиться с «Сошо» и сформировать клуб, который существует и по сей день. В следующем месяце Национальный совет Федерации футбола Франции проголосовал (128-20) в поддержку профессионализма во французском футболе. В первом сезоне чемпионата Франции, «Сошо» занял 3-е в своей группе. В сезоне 1934/1935 «Сошо» выиграл свой первый чемпионский титул, опередив на 1 очко «Страсбур». Во главе клуба в те годы был уругвайский тренер Конрад Росс, а в качестве капитана был Этьенн Маттлер. «Сошо» доминировал в лиге, проиграв лишь четыре раза. Два года спустя та же команда, усилившись, несколькими игроками выиграла свой первый Кубок Франции. В финале «Сошо» одолел всё тот же «Страсбур» (2:1). Росс закончил свою карьеру в «Сошо», выиграв ещё один чемпионский титул в сезоне 1937/1938. После сезона 1938/1939 Росс и ещё несколько игроков покинули клуб, чтобы играть за границей, в связи с началом Второй мировой войны.

### Военный период
Во время войны, стремясь выжить в финансовом отношении, «Сошо» на время объединяется с местным конкурентом «AS Valentigney». Клуб, известный как Sochaux-Valentigney, участвовал в чемпионатах с 1942 по 1944 год. После окончания войны, «Сошо» отделился и снова стал профессиональным клубом, вернув себе первоначальное название.

### После войны (1945—1960)
Однако, клуб не смог вернуться в свою довоенную форму, а впоследствии было принято решение отказаться от выплачивания довоенных зарплат для игроков, и вместо этого сосредоточиться на поддержании бюджета команды. В результате, в первый сезон после войны «Сошо» покинул элитный дивизион, заняв последнее место. Сошо провёл во втором дивизионе только один сезон и вернулся в Лигу 1 в сезоне 1947/1948. Клуб провёл следующие 13 сезонов, играя в Лиге 1. За это время лучшее достижение в чемпионате страны было в сезоне 1952/1953, когда клуб занял второе место, уступив в общем зачёте только «Реймсу». В 1959 году клуб снова сыграл в финале Кубка Франции, тем не менее, результат был не в пользу «Сошо», клуб проиграл «Гавру» по пенальти.

### Период 1960—1990
В начале 1960-х, несмотря на игру в Лиге 2, «Сошо» выиграл Кубок Чарльза Драго. Клуб вновь вернулся в Лигу 1 в сезоне 1964/1965 и не покидал её на протяжении 20-ти лет, регулярно, попадая в топ-10 перед вылетом в сезоне 1986/1987. За эти 20 лет в элите, клуб четыре раза играл в еврокубках. В сезоне 1980/81 «Сошо» удивил многих, добравшись до полуфинала Кубка УЕФА. Клуб потерпел поражение от голландского АЗ 3:4 по сумме двух встреч. Успешная игра клуба в это время привели к созданию академии клуба в 1974 году, которая дала незамедлительные дивиденды. Такие игроки, как Бернар Женгини, Жоэль Бат и Филипп Анзиани были среди первых выпускников, которые сыграли важную роль в успехе Сошо.

### Период 1990—2014
После периода между первым дивизионом и вторым, в 1990-х годах «Сошо» вернулся в Лигу 1. Клуб удивил многих, заняв место в первой десятке в первые три сезона, после возвращения. В 2003 году «Сошо» играл в финале Кубка французской лиги, во главе с Ги Лякомбом и воспитанниками академии — Пьер-Ален Фро, Жереми Матьё и Бенуа Педретти, потерпели поражение 1:4 от «Монако». В Кубке УЕФА команда добралась до 1/8 финала по ходу турнира обыграв дортмундскую «Боруссию», и уступив «Интеру». В этом сезоне, более опытный и закалённый в еврокубках «Сошо» вернулся в финал, где столкнулся с «Нантом», и выиграл по пенальти 5:4. Это был первый крупный трофей после победы в Кубке Драго 40 лет назад. Клубу не пришлось ждать ещё 40 лет, чтобы претендовать на свой следующий титул. «Сошо», неожиданно, в финале Кубка Франции переиграл «Олимпик Марсель» по пенальти 5:4. Однако в Кубке УЕФА на сей раз далеко зайти не смог, уступив скромному греческому «Панионису».
В 2008 году тренером стал Франсис Жийо. При нём команда демонстрировала неплохой футбол, и спустя несколько лет, заняла высокое пятое место, снова получив возможность играть в Лиге Европы. Однако к тому времени тренер уже покинул команду, и под руководством Мехмеда Баждаревича «львята» снова не смогли попасть в групповой этап, проиграв 0:4 по сумме двух матчей харьковскому «Металлисту». Ещё до конца сезона 2011/2012 тренером стал Эрик Эли. 27 сентября 2013 года он был уволен, в связи с неудачным стартом и поражением 1:5 от «Генгама». 15 октября главным тренером был назначен Эрве Ренар. Во второй половине сезона «Сошо» сильно прибавил, проиграв лишь трижды в последних 14 матчах, однако поражение от «Эвиана» дома со счётом 0:3 отправило команду в Лигу 2.

### Выступление в Лиге 2 (2014—2023)
15 июля 2014 года Комиссия по контролю за профессиональными клубами официально оставила команду «Ланс», завоевавшую повышение, в Лиге 2. Таким образом, «Сошо» сохранил бы место в элите французского футбола. Однако спустя две недели Федерация Футбола Франции и Олимпийский комитет разрешили «кроваво-золотым» выступление в высшем дивизионе. Несмотря на поданную апелляцию, команда была вынуждена начать сезон в Лиге 2. Первый матч, закончился поражением от новичка «Орлеана» со счётом 0:1. 29 января 2015 года административный суд города Безансон удовлетворил иск против «Ланса». 30 января после домашней победы над «Арль-Авиньон» команда впервые поднялась в лидирующую тройку. Однако после этого последовала череда провальных результатов, и команде удалось завершить сезон лишь на 10-м месте. Не самый удачный сезон в истории команды был подслащён победой молодёжного состава в престижном Кубке Гамбарделла над «Лионом».
6 июля 2015 года китайская компания Ledus официально приобрела права на футбольный клуб «Сошо» у автоконцерна Peugeot за 7,9 миллиона долларов. Таким образом, этот коллектив стал первым европейским футбольным клубом, который полностью контролировался китайской компанией. 15 сентября главный тренер Оливье Эшуафни был отстранён от должности в связи с неудачным стартом команды в чемпионате. Новым наставником команды стал экс-тренер «Меца» Альбер Картье, с которым руководство надеялось прервать серию неудач и вернуть команду в Лигу 1.

## Тренеры клуба
1. Морис Байли (1928—1929)
2. Виктор Гибсон (1929—1934)
3. Морис Байли (1934)
4. Конрад Росс (1934—1935)
5. Андре Аббельген (1935—1936)
6. Конрад Росс (1936—1939)
7. Поль Вартель (1939—1944)
8. Этьенн Маттлер (1944—1946)
9. Морис Байли (1946)
10. Поль Вартель (1946—1952)
11. Габриэль Дюрмуа (1952—1959)
12. Поль Вартель (1959—1960)
13. Луи Дюпаль (1960—1962)
14. Роже Ашужи (1962—1966)
15. Жорж Вильом (1966—1967)
16. Доброслав Крстич (1967—1969)
17. Пол Баррет (1969—1977)
18. Жан Фоверг (1977—1981)
19. Пьер Моска (1981—1984)
20. Сильвестр Такач (1984—1985)
21. Жан Фоверг (1985—1987)
22. Пол Баррет (1987)
23. Сильвестр Такач (1987—1994)
24. Жак Сантини (1995)
25. Дидье Ното (1995—1996)
26. Фарук Хаджибегич (1996—1998)
27. Филипп Анзиани (1998—1999)
28. Жан Фернандес (1999—2002)
29. Ги Лякомб (2002—2005)
30. Доминик Бижота (2005—2006)
31. Ален Перрен (2006—2007)
32. Фредерик Антц (2007)
33. Жан-Люк Рути (2007)
34. Франсис Жийо (2008—2011)
35. Мехмед Баждаревич (2011—2012)
36. Эрик Эли (2012—2013)
37. Эрве Ренар (2013—2014)
38. Оливье Эшуафни (2014—2015)
39. Альбер Картье (2015—2017)
40. Петер Зейдлер (2017—2018)
41. Хосе Мануэль Аира (2018)
42. Омар Даф (2018—2022)
43. Оливье Геган (2022—2023)
44. Освальд Таншот (2023—н. в.)

## Достижения

### Национальные титулы
Чемпионат Франции
- Чемпион (2): 1934/35, 1937/38
- Вице-чемпион (3): 1936/37, 1952/53, 1979/80

Лига 2
- Победитель (2): 1946/47, 2000/01
- Серебряный призёр (2): 1963/64, 1987/88

Кубок Франции
- Обладатель (2): 1937, 2006/07
- Финалист (3): 1959, 1967, 1988

Кубок французской лиги
- Обладатель: 2004
- Финалист: 2003

Суперкубок Франции
- Финалист: 2007

### Международные
Кубок УЕФА / Лига Европы
- Полуфиналист: 1981

Кубок часов
- Обладатель: 1966

## Форма

### Домашняя
| 2018/19 | 2019/20 | 2020/21 | 2021/22 | 2022/23 | 2023/24 | 2024/25 |

### Гостевая
| 2018/19 | 2019/20 | 2020/21 | 2021/22 | 2022/23 | 2023/24 | 2024/25 |

### Резервная
| 2022/23 |

Источники:,